# Trigonostoma elegantulum
Trigonostoma elegantulum is een slakkensoort uit de familie van de Cancellariidae. De wetenschappelijke naam van de soort is voor het eerst geldig gepubliceerd in 1947 door M. Smith.